# Цепочка хешей
Цепочка хешей — результат последовательного применения криптографической хеш-функции к некоторой строке. В компьютерной безопасности цепочка хешей используется для воспроизведения множества одноразовых паролей по одному ключу или паролю. Цепочки хешей используются для реализации неотказуемости путём применения к данным для записи хронологии их существования.

## Определение
Цепочка хешей — результат последовательного применения криптографической хеш-функции {\displaystyle h(x)} к строке {\displaystyle x}.
Например,
{\displaystyle h(h(h(h(x))))}
дает цепочку хешей длины 4, что часто обозначается как {\displaystyle h^{4}(x)}

## Применения
Лэмпорт предложил использовать цепочки хешей в качестве схемы защиты пароля в небезопасном окружении. Сервер, которому нужно предоставлять аутентификацию, может хранить цепочку хешей вместо незашифрованного пароля, предотвращая таким образом кражу пароля во время передачи на сервер либо непосредственно с сервера. Например, сервер начинает с хранения записи {\displaystyle h^{1000}(password)}, которая предоставляется пользователем. Когда пользователь желает аутентифицироваться, он посылает на сервер строку {\displaystyle h^{999}(password)}. Сервер вычисляет строку {\displaystyle h(h^{999}(password))=h^{1000}(password)} и убеждается в совпадении с сохраненной на сервере записью. После этого сервер сохраняет запись {\displaystyle h^{999}(password)} для последующей аутентификации.
Злоумышленник, перехвативший {\displaystyle h^{999}(password)}, при обращении к серверу не сможет воспроизвести и передать на сервер начало цепочки, поскольку теперь сервер ожидает {\displaystyle h^{998}(password)}. Благодаря свойству необратимости криптографических хеш-функций злоумышленник не сможет обратить хеш-функцию и получить начало цепочки. В этом примере пользователь может аутентифицироваться 1000 раз до того момента, когда цепочка будет исчерпана. Каждый раз значение передаваемого хеша разное, поэтому перехват одного хеша не позволит произвести повторную аутентификацию.

## Бинарные цепочки хешей
Бинарные цепочки хешей обычно используются вместе с хеш-деревьями. Бинарная цепочка хешей принимает на вход значения пары хешей, склеивает их и применяет хеш-функцию к полученной строке, производя, таким образом, третий хеш.
На диаграмме изображено хеш-дерево, состоящее из 8 листовых узлов и цепочки хешей для третьего листа. Для того, чтобы восстановить хеш-цепочку, в дополнение к самим хеш-значениям требуется знать порядок конкатенации (справа или слева, 1 или 0).